# Hudson (Ohio)
Hudson es una ciudad ubicada en el condado de Summit en el estado estadounidense de Ohio. En el Censo de 2010 tenía una población de 22262 habitantes y una densidad poblacional de 332,37 personas por km².

## Geografía
Hudson se encuentra ubicada en las coordenadas 41°14′21″N 81°26′30″O / 41.23917, -81.44167. Según la Oficina del Censo de los Estados Unidos, Hudson tiene una superficie total de 66.98 km², de la cual 66.29 km² corresponden a tierra firme y (1.02%) 0.69 km² es agua.

## Demografía
Según el censo de 2010, había 22262 personas residiendo en Hudson. La densidad de población era de 332,37 hab./km². De los 22262 habitantes, Hudson estaba compuesto por el 92.73% blancos, el 1.27% eran afroamericanos, el 0.09% eran amerindios, el 4.34% eran asiáticos, el 0.02% eran isleños del Pacífico, el 0.26% eran de otras razas y el 1.3% pertenecían a dos o más razas. Del total de la población el 1.7% eran hispanos o latinos de cualquier raza.